# 천상국태그린빌
천상국태그린빌(영어: Cheonsang Guktae Greenvill)은 대한민국 울산광역시 울주군 범서읍에 위치한 아파트다.